# 五區公投聯合委員會
五區公投聯合委員會（英語：Joint Committee on the Five Constituencies Referendum）是香港於2010年由公民黨及社會民主連線組成的政治聯盟，旨在推動「五區公投」行動。該委員會策劃五名立法會地區直選議員於五個選區同時辭職，引發補選，視作變相公投，以爭取2012年實行行政長官及立法會全面普選，以及取消功能界別議席。雖然行動引起社會關注，但最終投票率偏低，政府及北京方面均否認補選具有公投性質。

## 背景
2009年中，香港特別行政區政府就2012年行政長官及立法會選舉方法展開諮詢。方案並未包含落實雙普選及取消功能界別議席的明確時間表，引起部分泛民主派政黨的不滿。公民黨與社會民主連線認為，應透過具象徵性的政治行動向北京及港府施壓，促使落實「一人一票」的普選制度。
兩黨遂於2009年底提出「五區公投」構想，即由五名立法會地區直選議員分別在港島、九龍東、九龍西、新界東及新界西同時辭職，引發全港五個選區的補選，並將補選視為變相公投，以測試公眾對普選及政制改革方案的支持程度。該構想獲部分泛民主派組織支持，但亦受到其他泛民政黨及建制派批評，認為此舉欠缺法律基礎，且浪費公帑。

## 後續
五區補選結束後，所有辭職的五名議員均順利在原選區當選連任，但由於多數建制派政黨及選民抵制投票，最終投票率僅約17%，未能達致委員會原先期望的民意授權效果。港府及中央政府均重申不承認補選具有公投性質，並批評行動浪費公帑。
行動後，五區公投聯合委員會的政治影響力逐漸減弱。公民黨與社會民主連線在策略路線上出現分歧，加上社民連內部領導層變動，導致兩黨合作關係轉趨疏離。其後香港特區政府於2011年修訂《立法會條例》，規定辭職議員在同一屆內不得參加補選，此舉被外界視為對「五區公投」行動的直接回應。